# Favio Segovia
Favio Aaron Omar Segovia (Lomas de Zamora, 12 gennaio 1989) è un ex calciatore argentino, di ruolo difensore.

## Caratteristiche tecniche
È un difensore centrale.

## Palmarès
- Campionato argentino di seconda divisione: 1

Banfield: 2013-2014